# Lothar Meyer
Julius Lothar Meyer, nemški kemik, * 19. avgust 1830, Varel, † 11. april 1895, Tübingen.
Velja za pionirja v razvoju modernega periodnega sistema elementov in periodnega zakona. V svojem delu in življenju je sodeloval z ruskim kemikom Dimitrijem Mendelejevim (tekmec) in nemškim kemikom Robertom Bunsenom.  

## Življenje
Lothar  Meyer (prvega danega imena ni uporabljal) se je rodil v nemškem mestu Varel, nemškemu fiziku Friedrichu Augustu Meyerju in Anni Biermann. Svojo šolanje je začel na novi privatni šoli Bürgerschule v Varenu, kjer je že v zgodnjih letih pridobival kvalitetno izobrazbo, ki je temeljilo predvsem na znanju Latinščine in Grščine. Skozi njegovo otroštvo je Lother Meyer imel veliko težav z zdravjem in migrenami. Zaradi tega ga je pri 14 letih oče izpisal iz šole ter ga poslal delati kot assistent vrtnarja plemiške družine, saj je menil, da mu bosta delo v naravi in zmanjšanje miselnega napora pomagala pri njegovem zdravju. V roku enega leta se je njegovo zdravstveno stanje zelo izboljšalo in lahko je nadaljeval šolanje. Vpisal se je na staro gimnazijo (Altes Gymnasium) v Oldenburgu, kjer je leta 1851 tudi doštudiral.  
V istem letu se je vpisal na študij medicine na Univerzi v Zürichu, kjer je študiral pod mentorstvom Carla Ludwiga, ki ga je navdušil nad Psihološko kemijo. Dve leti kasneje je šolanje nadaljeval na študiju patologije na Univerzi v Würzburgu , kjer so ga zanimala predavanja profesorja Rudolfa Virchowa (začetnik moderne patologije). Leta 1854 je doktoriral kot doktor medicine ter se vpisal na Univerzo v  Heidelbergu, kjer se je podal v vode Psihološke kemije. V tistem času je na univerzi operiral Robert Bunsen, ki mu je bil tudi mentor. Po diplomiranju se je, zaradi zanimanja v sam študij, na univerzi tudi zaposlil. Leta 1858 je pridobil doktorat iz kemije na Univerzi v Breslavu, kjer je raziskoval učinke ogljikovega monoksida na kri. To je bil eden izmed njegovih prvih resnih dosežkov, saj je ugotovil, da se ogljikov monoksid veže na hemoglobin v krvi. 
Po končanem študiju kemije se je podal v smer fizike, kjer je nanj močno vplival Gustav Kirchhoff. Študij je nadaljeval na Univerzi v Königsbergu, v smeri matematične fizike pri profesorju Franzu Neumannu, kjer je leta 1859 pridobil licenco za poučevanje. Isto leto se je zaposlil kot privatni docent kemije in fizike na Univerzi v Breslavu. Istega leta je prevzel vodstvo kemijskega laboratorija na psihološki fakulteti, kjer je poučeval organsko, anorgansko, psihološko in biološko kemijo. V svojih raziskavah se je zelo zanimal za same relacije in razvrščanje elementov.  S tem je začel svoje raziskave o razvrščanju elementov v tabele z določenim zaporedjem, kar je bil tudi začetek nastanka sodobnega periodnega sistema kemijskih elementov. Svoje raziskave in ugotovitve je objavil leta 1864 v svoji knjigi Moderne teorije kemije (Die modernen Theorien der Chemie). Njegove knjige in teorije v začetku niso želeli sprejeti, vendar je z leti in novimi dejstvi začrtala osnove za vse kemike.  
Leta 1866 se je poročil z Johanno Volkmann, zaradi česar je zamenjal delovno okolje in se zaposlil kot profesor na Gozdarski akademiji v Eberswaldu, dve leti kasneje pa je sprejel položaj profesorja na Politehniki v Karlsruheju.
Ustanova je med Francosko-Pruskimi vojnami delovala kot bolnišnica, v kateri je Meyer deloval kot oskrbovalec. Po koncu vojne, se je leta 1876 zaposlil na Univerzi v Tübingenu, kjer je deloval kot profesor do 11. aprila 1895, ko je pri 64 letih umrl zaradi kapi. 

## Periodni sistem
Lothar Meyer je bil zagotovo najbolj znan po njegovi klasifikaciji elementov v tabele. Idejo je dobil, ko se je leta 1860 udeležil kongresa v mestu Karlsruhe, kjer je slišal in prebral Cannizzarove zapiske o uporabi Avogadrove hipoteze in Dulong-Petitovega zakona za določanje atomskih mas in simbolov. Meyer je nato predvideval, da se elementi razvrščajo v zaporedju po naraščajoči atomski masi, pri čemer so elementi padli v 6 valenčnih skupin, ki so imeli podobne kemijske in fizikalne lastnosti, ki so se ponavljale v periodičnih intervalih. Glede na njegova predvidevanja je izrisal grafe, pri čemer je atomska masa predstavljala ordinatno koordinato in atomski volumen abscisno koordinato. S tem je pridobil graf maksimumov in minimumov, pri čemer so bili najbolj elektropozitvni elementi v samem vrhu krivulj, ostali pa so si sledili po naraščajoči atomski masi. S tem je bil prvi, ki je za razvrščanje elementov uporabil atomsko maso in ne ekvivalentno maso, kot so predpostavljali do tedaj. Njegov prvi periodni sistem je vseboval 28 elementov, in tega je tudi objavil v njegovi knjigi Moderne teorije kemije.
Kljub temu je bil njegov periodni sistem še vedno pomanjkljiv. Veliko elementov ni znal uvrstiti. Leta 1869 je njegov tekmec, Dimitrij Mendelejev, objavil svojo verzijo periodnega sistema, pri čemer je razvrstil vse elemente, popravil nekaj atomskih mas in celo predvideval mesta za nove elemente ter njihove kemijske in fizikalne lastnosti. Kmalu je tudi Meyer izdal popravljeno verzijo svojega periodnega sistema, pri čemer je uporabil Mendelejeve popravke. 
Leta 1882 sta Meyer in Mendelejev prejela Davyjevo medaljo za prispevek k periodnemu zakonu.

## Nagrade in dosežki
- Davyjeva medalja (1882)